# Slaughter to Prevail
Slaughter to Prevail је руска деткор група из Јекатеринбурга основана 2014. године.

## Чланови
- Александар Шиколај — вокали
- Џек Симонс — соло-гитара
- Антон Подјачи — бубњеви
- Михаил Петров — бас гитара
- Џаред Делгадо — соло-гитара

## Дискографија
Мини-албуми
- Chapters of Misery (2015)
- Chapters of Misery [Reissue] (2016) (под Sumerian Records)
- Behelit (2024)

Студијски албуми
- Misery Sermon (2017)
- Kostolom (2021)

Синглови